# پتیدین
پتیدین (Pethidine) یا دمرول (demerol ) یا مپریدین (mepridine) داروی مخدری از گروه شبه‌تریاک‌هاست که به صورت  مصنوعی تولید و در  کلاس فنیل پیپریدین (Phenylpiperidine)  طبقه بندی و برای درمان دردهای متوسط تا شدید به صورت های نمک  هیدروکلراید در قرص، شربت ، یا با تزریق عضلانی ، زیر جلدی یا داخل وریدی  استفاده می‌شود پتیدین در سال ۱۹۳۷ ثبت و در سال ۱۹۴۳ برای استفاده پزشکی تایید شد در قرن بیستم از محبوب‌ترین داروهای مخدر پزشکان برای دردهای حاد و مزمن بود. 
در گذشته تصور میشد شاید پتیدین در مقایسه با مرفین داروی کم‌خطر و احتمال اعتیاد به آن کمتر است. اما مشخص شده این تصورات اشتباه بوده و در مقایسه با سایر مواد افیونی هیچ اثر سودمندی بر اسپاسم صفراوی یا قولنج کلیوی ندارد و به دلیل متابولیت سمی آن، نورپتیدین (Norpethidine) ، سمی‌تر از سایر مواد افیونی به ویژه در صورت مصرف طولانی مدت است. همچنین مشخص شد که متابولیت نورپتیدین دارای اثرات سروتونرژیک است، بنابراین پتیدین می تواند بر خلاف اکثر مواد افیونی، به سندرم سروتونین کمک کند. 

## عوارض
اثرات نامطلوب تجویز پتیدین در درجه اول مربوط به مواد افیونی است: تهوع، استفراغ، سرگیجه، دیافورز، احتباس ادرار و یبوست. با توجه به اثرات محرک متوسط با واسطه دوپامین و نوراپی نفرین، احتمال آرام بخشی در مقایسه با سایر مواد افیونی کمتر است. برخلاف سایر اپیوئیدها، به دلیل خواص  آنتی کولینرژیک ، باعث میوز نمی شود. مصرف بیش از حد می تواند باعث شل شدن عضلات، افسردگی تنفسی، انسداد ، روان پریشی ، پوست سرد و لطیف، افت فشار خون و کما شود. یک آنتاگونیست مخدر مانند نالوکسان برای معکوس کردن افسردگی تنفسی و سایر اثرات پتیدین نشان داده شده است. همچنین  در بیمارانی که درمان ضد افسردگی همزمان با مهارکننده‌های انتخابی بازجذب سروتونین (SSRIs) یا مهارکننده‌های مونوآمین اکسیداز یا سایر انواع دارو دریافت میکنند  سندرم سروتونین، رخ داده است . تشنج‌هایی که گاهی اوقات در بیمارانی که پتیدین تزریقی به صورت مزمن دریافت می‌کنند، بدلیل تجمع متابولیت نورپتیدین  در پلاسما نسبت داده می‌شود. 

## مشخصات
فرمول شیمیایی پتیدین C۱۵H۲۱NO۲ است. درصد چسبندگی آن به پروتئین پلاسما ۶۵٪ تا ۷۵٪ است. از طریق ادرار دفع می‌شود و نیمه عمر آن حدود ۳ تا ۵ ساعت است. در دو فرم خوراکی (قرص) و تزریقی (وریدی و عضلانی) موجود است.

## تداخل دارویی
تداخل پتیدین و مهارکننده‌های مونوآمین اکسیداز بسیار خطرناک است. تعدادی از داروهای دیگر مانند برخی از ضدافسردگی‌ها، بنزودیازپین‌ها، شُل‌کننده‌های عضلات و الکل نیز ممکن است با پتیدین تداخل نشان دهند.